# Olibrus affinis
Olibrus affinis är en skalbaggsart som först beskrevs av Sturm 1807.  Olibrus affinis ingår i släktet Olibrus, och familjen sotsvampbaggar. Arten är reproducerande i Sverige.

## Bildgalleri

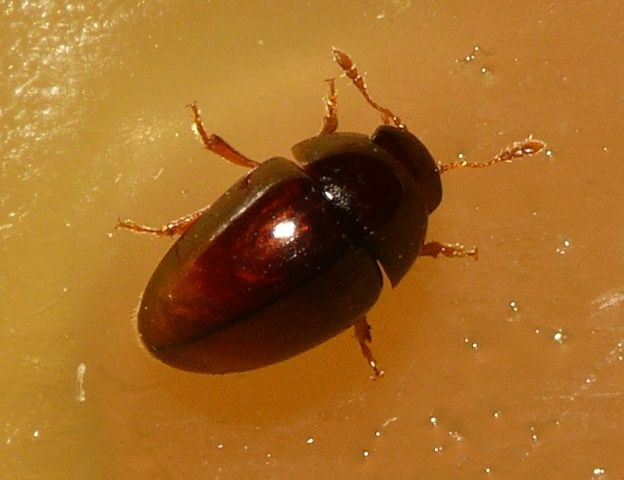